# Catedral de Cefalú
La catedral de Cefalú es uno de los monumentos normandos más importantes de la isla de Sicilia. Dedicada al Salvador y a la Transfiguración de Jesús, la catedral fue consagrada en la fiesta de Pentecostés del año 1131 por encargo del rey Ruggero II de Sicilia. Pensada inicialmente como panteón de los reyes de Sicilia, los sucesores de Ruggero II —que la concluyeron en 1240— desestimaron su uso como mausoleo dando esta función a la catedral de Palermo.
Después de la muerte del rey Ruggero II el proyecto arquitectónico inicial sufrió modificaciones por lo que se aprecian diversos estilos arquitectónicos.
En julio de 2015, el conjunto «Palermo árabe-normando y las catedrales de Cefalú y Monreale» fue incluido en la lista del patrimonio de la Humanidad por la Unesco. La catedral de Cefalú es uno de los nueve bienes individuales que comprende la declaración (con el ID 1487-008).

## Elementos artísticos

### Arquitectura
De planta basilical de cruz latina, tres naves divididas por 16 columnas de granito y base de mármol (una es de mármol romano llamado "cipollino"), un presbiterio con ábside y pastoforia. La construcción comenzó desde diversos ángulos al mismo tiempo: el presbiterio, los pastoforia y el cuerpo con su arco triunfal y a excepción de las absidiolas.  Su longitud desde la Puerta de los Reyes hasta el extremo del ábside es de 70 m. La altura de la nave central es de 24 m y la del transepto es de 33 m. Tiene dos campanarios rematados con ventanas de doble ojiva.
El techo es de madera con vigas policromadas y a dos aguas, mostrando una clara una influencia arábiga.
Hasta el siglo XVI se llegaba a la catedral por una amplia y lenta escalinata con tres partes que simbolizan a Pedro, Santiago y Juan (los testigos de la Transfiguración). Esta parte posteriormente fue convertida en cementerio. La fachada tiene dos filas de arcos ciegos, dispuestos sobre un nártex de tres arcos.
En el interior, las columnas que dividen las naves tienen bases de diversa altura ya que el piso está construido en desnivel.
Hubo problemas durante la construcción que motivaron cambios estructurales importantes:

En avanzado estado de realización, pero con los talleres todavía en obras, se produjo una cesura estructural causada por la presencia de una escala interna del espesor del muro que debilitó la cabeza del muro del presbiterio en su unión con el diaconicon. La amenaza de derrumbe fue contenida con la colocación de un robusto contrafuerte.

Estos cambios implicaron no pocas modificaciones en la estructura (los dos arcones que unían la nave central con el presbiterio) y en los espacios. Tras la muerte de Ruggero se interrumpieron los trabajos que continuaron con nuevos grupos de arquitectos que concluyeron la fachada y la nave central.

#### El claustro
Dado que el rey Ruggero II entregó la catedral al cuidado de los canónigos regulares, se edificó al lado norte de la catedral una suerte de "Canónica" con su propio claustro. Con los trabajos que convirtieron la entrada inicial en el cementerio, también se hizo necesario bajar a un piso enterrado el mismo claustro, cambiando para ello las entradas. A inicios del siglo XIX el lado este se incendió y a mediados del XX se desmontó el norte.

### Escultura
La presencia de diversas corporaciones de escultores con trabajos claramente reconocibles es una de las características de la catedral. Del más antiguo de estas agrupaciones se han podido reconocer las obras, el ambiente cultural y su estilo. Se cree que los escultores de este grupo provenían de Puglia y específicamente de Bari. Realizaron sus obras entre 1131 y 1145, es decir, antes y después de las modificaciones estructurales que fue necesario hacer. El segundo grupo de escultores, que al parecer vivían eran de la zona, trabajó desde el sexto capitel de la línea central de la nave y se caracteriza por un clasicismo más notorio. También trabajaron los capiteles del claustro y algunos elementos litúrgicos (de los que solo quedan restos). Se nota la presencia, aunque todavía en sus inicios (es decir antes de 1170), del Maestro dei Putti. Un tercer grupo trabajo a inicios del siglo XIII en las ménsulas de las ábsides menores. Se nota claramente la influencia de escuelas de Puglia. En cambio las del ábside central parecen más influidas por la escultura de Foggia.
Existen en la catedral tres grupos de bestiarios y temas vegetales: uno en el claustro, otro en el interior de la catedral y otro en el exterior. Este último en especial con las hojas esculpidas en los capiteles de las 180 columnas y algunas ménsulas: hojas de acanto y hojas de cardo (que simbolizan el triunfo sobre la tentación así como la virginidad). Los temas zoomórficos se encuentran en las ménsulas de las bandas lombardas, en las ábsides y en el diaconicon (con representaciones de toros, bueyes y gatos) Hay también esculturas representando cabezas de un joven y un anciano.
En el interior, hay dos capiteles que se elaboraron tras la muerte del rey Ruggero II. Con decorado fitomorfo en la parte inferior y antropomorfo en la superior. El de la columna norte toca temas relacionados con la muerte y el de la sur con la esperanza. En ese lugar irían, según ellos mismos habían dispuesto, los sarcófagos del Rogelio y de su hijo Guillermo pero las circunstancias que se dieron tras sus fallecimientos impidieron que se realizaran sus deseos.

### Mosaicos

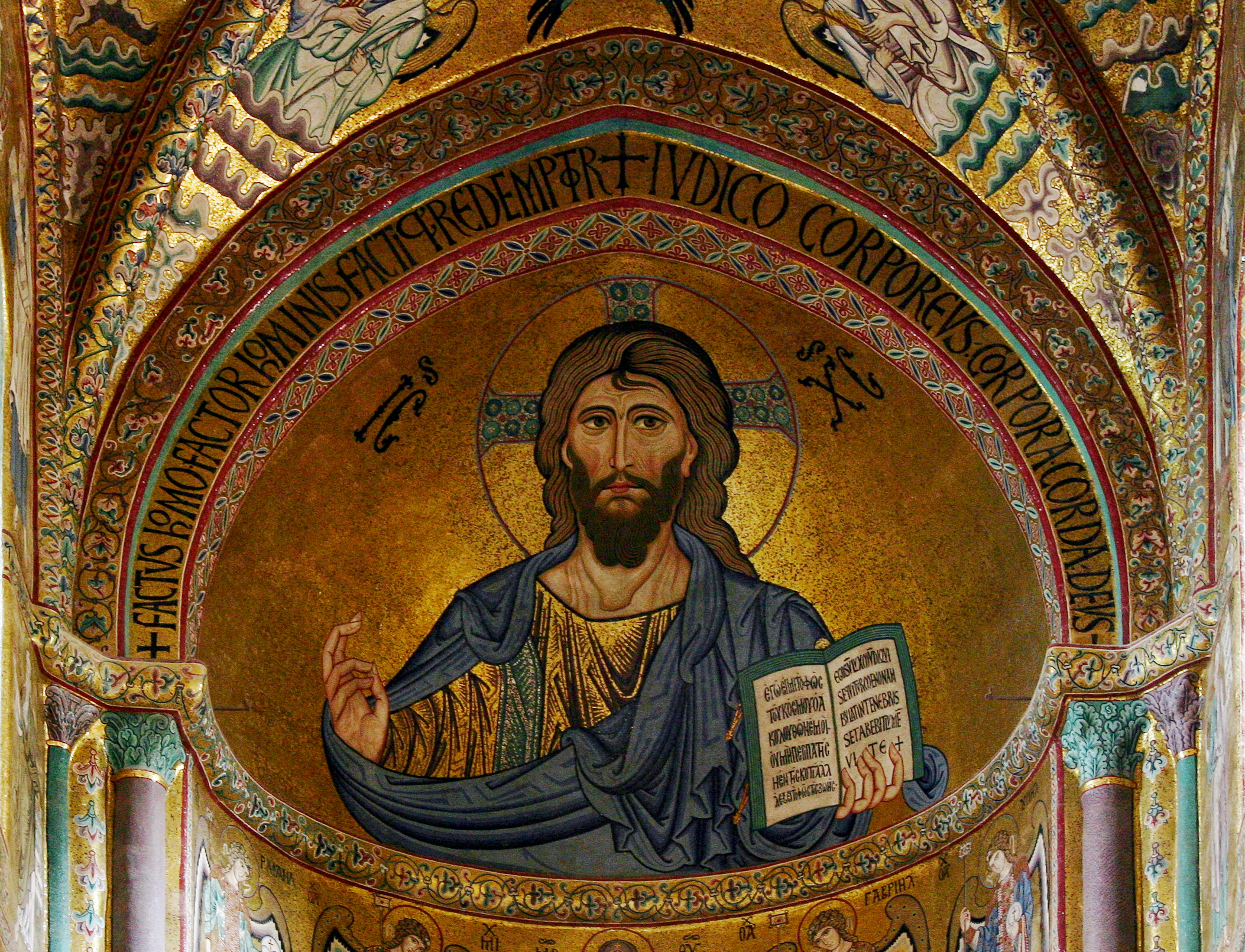
Pantocrátor del ábside.

Se trata de mosaicos de estilo normando-bizantino encargados por Ruggero II, cosa que queda atestiguada en el texto que aparece bajo ellos:
| Rogerius rex egregius plenis pietatis hoc statuit templum motus zelo deitatis hoc opibus ditat variis varioque decore ornat magníficat in Salvatoris honore ergo structori tanto Salvator adesto ut sibi summisos conservet corde modesto. Anno ab incarnatione Domini Millesimo centesimo XLVIII indictione XI anno V regni eius XVIII hoc opus musei factum est.. |

Es interesante mencionar que se llama “structor” (constructor o arquitecto) al rey subrayando así su relación estrecha con la catedral ya que el soberano había decidido que ese templo sería su mausoleo. Los mosaicos se extienden por toda el ábside y los paños de la bóveda de crucería y por las paredes inmediatamente inferiores a ellos. Los temas representados son el Cristo Pantocrator: el más importante, separado y central; la Virgen y arcángeles; los apóstoles y los evangelistas; ángeles, querubines y serafines; profetas, santos y diáconos, santos guerreros y los Padres de la Iglesia oriental y occidental. Cada mosaico tiene su título escrito en griego o en latín y además es independiente sobre un fondo dorado. Las inscripciones mismas informan sobre las fechas de conclusión del trabajo que fue el año 1148 (habiendo comenzado en 1145 si se considera que en esa fecha el rey Ruggero II decidió que en esa catedral sería enterrado y los aspectos arquitectónicos que no preveían antes de esa fecha la presencia de los mosaicos). Se trata de temas bizantinos y de influencia constantinopolitana.
Los mosaicos del ábside han sido muy elogiados por la crítica desde 1860 cosa que no ha ocurrido con los de la bóveda y de las paredes además de las discusiones que se han dado en relación con su datación, los agrupamientos, etc.
Los temas y técnicas de los mosaicos de las paredes recuerdan más bien la capilla palatina y por tanto, son más bien de tiempos de Guillermo I de Sicilia, el hijo y sucesor de Ruggero. Así, los mosaicos de la bóveda y los dos primeros de los paños (los Padres de la Iglesia y los santos diáconos) se habrían hecho en tiempos de Guillermo I y los restantes entre los años 1170 y 1175.
Aun cuando se ha intentado una interpretación de todo el conjunto a partir de un tema eucarístico, prima más bien la interpretación que parte del tema de la Ascensión como en otros conjuntos de mosaicos semejantes.
La inscripción latina alrededor del Pantocrator dice lo siguiente:

Factus homo factor, hominis factique Redemptor. Iudico corporeus corpora corda Deus.
Hecho hombre el creador y redentor del hombre creado, juzgo en cuanto corpóreo los cuerpos, en cuanto Dios los corazones

### Vitrales
Las vidrieras del transepto al norte tienen motivos simbólicos de temas de la vida cotidiana como La cosecha y la vendimia y otras escatológicas como La Jerusalén celeste. El transepto sur tiene vidrieras dedicadas a temas del apocalipsis como Las siete iglesias, El cordero, Los siete sellos. Las del ábside están dedicadas a escenas del Evangelio como la Resurrección de Lázaro o la Anunciación. La nave central cuenta con vitrales sobre la creación y las laterales tratan escenas del libro de los Hechos de los apóstoles.